# Антоан Дестю дьо Траси
Антоан Дестю дьо Траси (на френски: Antoine-Louis-Charles-Claude Destutt, comte de Tracy) е френски философ и политик и икономист, известен най-вече с това, че въвежда термина идеология. Той счита по това време, че идеологията може да е наука. Основите на науката на идеите той излага в своя труд „Елементи на идеологията“ (Eléments d'idéologie).
Ражда се в семейство на потомствени шотландски аристократи, чийто предци са се преселили във Франция още през XV век. По времето на Наполеон е назначен за сенатор, но след това се разочарова от режима и застава в опозиция. От 1808 година е член на Френската Академия на науките. Умира в Париж.